# エウゲニウシュ・ホルバチェフスキ

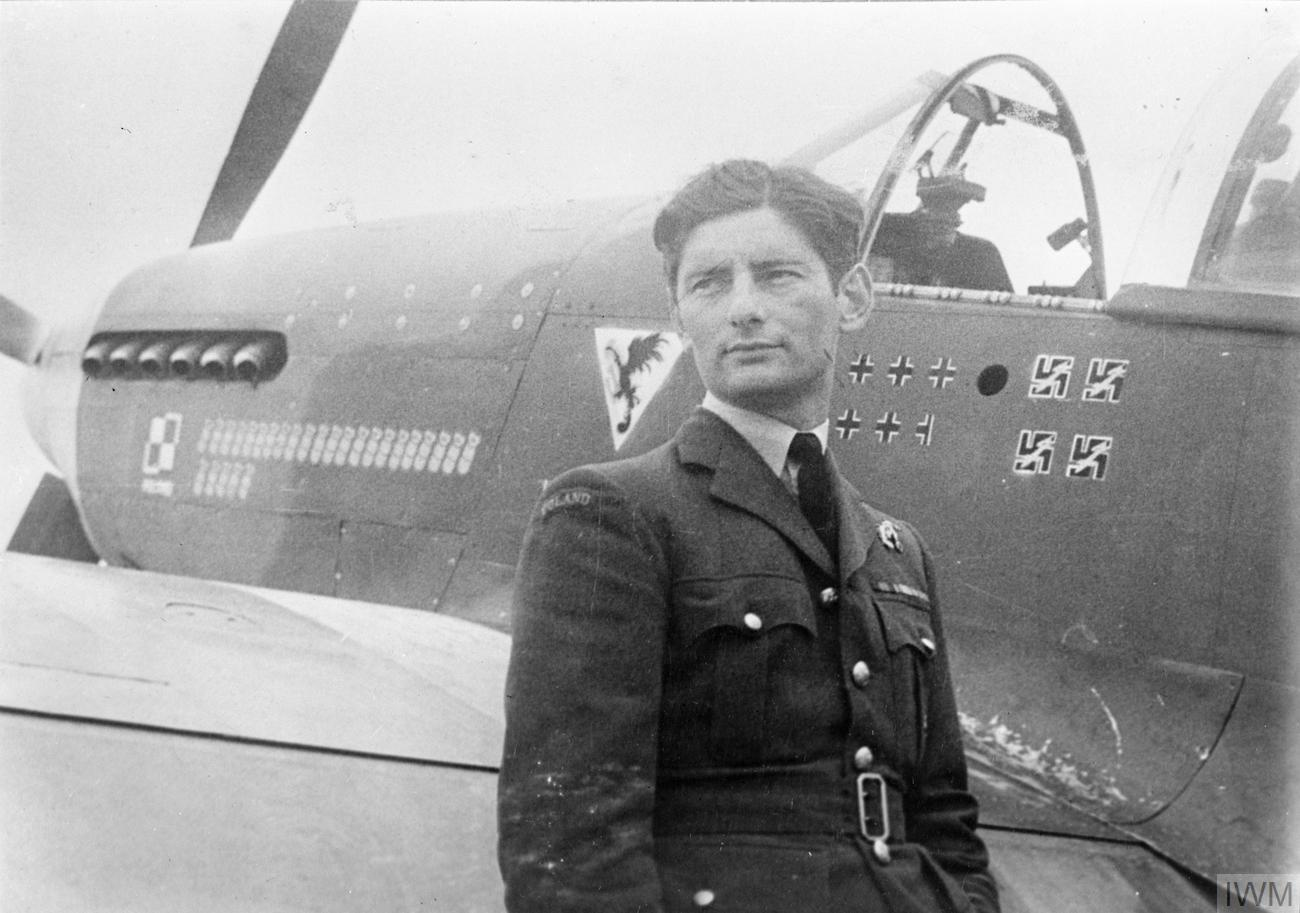

エウゲニウシュ・ホルバチェフスキ (Eugeniusz Horbaczewski, 1917年9月28日 - 1944年8月18日) は第二次世界大戦におけるポーランド人エース・パイロットである。ジュベック（Dziubek, かわいい男の子の意味）、あるいは「ホービー」というあだ名で知られている。

## 生涯
ホルバチェフスキはキエフで生まれ、家族と共にブジェシチ（en)（現ベラルーシのブレスト）に移った。ブジェシチの学校ではグライダークラブに入っていた。1938年デンブリン (Dęblin) の航空士官学校に入校し、第13期生としてナチス・ドイツによるポーランド侵攻の始まった当日の1939年9月1日に任官したが、実戦には参加しなかった。ポーランドの敗色が濃厚となると命令により当時中立国のルーマニアへ脱出し、ユーゴスラビア、ギリシアを経てフランスにたどり着いた。フランスではボルドーに創られたポーランド飛行隊に加わったが、空戦に遭遇しなかった。ナチス・ドイツのフランス侵攻が始まった翌月の1940年6月にはイギリスへ渡った。
イギリスでは一連の訓練を受けたあと、1941年8月21日第303戦闘機中隊に配属され、スピットファイアMk.Vに搭乗した。11月6日にフランス上空で1機のメッサーシュミットBf109戦闘機を不確実ながら撃墜して初の戦果を挙げた。公認記録としての初の戦果は1942年4月4日、相手はフォッケウルフFw190戦闘機である。その後4月16日にBf109を1機と8月18日にFw190を1機撃墜した。だがジュベックは中隊長のヤン・ズムバッハ少佐と折り合いが悪く、9月には第302戦闘機中隊に追い出されてしまった。1943年2月には「スカルスキのサーカス」(Skalski's Circus) と呼ばれたスタニスワフ・スカルスキ率いる精鋭部隊のポーランド戦闘機チーム (PFT) に加わり、1943年3月から北アフリカのチュニジア作戦 (en)で出撃した。3月28日に1機のユンカースJu88、その後4月2日と4月6日に各1機のBf109、4月22日に2機のBf109 戦闘機を撃墜した。4月6日、彼のスピットファイアが撃たれて火災を起こしたため緊急脱出をしようとしたが、風で自然に火が消え基地まで無事に戻ることができた。
北アフリカでの作戦が終わると、ホルバチェフスキは1943年5月から少佐としてイギリス空軍第43戦闘機中隊の戦闘機小隊長 (Flight Commander)、8月には同戦闘機中隊長 (Squadron Leader) となった。英空軍にはポーランド人の戦闘機中隊長は3人いるが、ホルバチェフスキはそのうちの1人である。第43戦闘機中隊ではマルタ、シチリア、イタリアで戦った。9月4日には一日に1機のBf109戦闘機と4機のFw190戦闘機を撃墜し、9月15日には1機のFw190を、9月16日にはさらに2機のFw190を撃墜した。
10月1日には航空兵としてはかなり風変わりな「戦果」を挙げた。その日早く航空隊にナポリが陥落したという知らせが入った。丁度 BBC 放送を受信できるラジオが壊れており、ワインも底をついていたので、それではということでジープに飛び乗り喜んでナポリへ買出しに向かった。いかにも陥落したらしい静かな市内に入ってみると、ジュベックのジープは突然大勢の群集に取り囲まれてそれ以上進むのを阻まれた。英語、ポーランド語、イタリア語が飛び交う議論でやっとなんとなく分かったことは、どうも街の解放というのは少し早まった話で、実は1両のティーガー戦車がその近辺をまだ支配しているということだった。そこで第7機甲師団のシャーマン戦車数両を探し出して指揮し、地元住民の案内で問題のティーガーを見つけ出して始末することに成功した。買い出しは無事に済んだ。
1943年10月14日、隊員たちに最も慕われた活動的な隊長「ホービー」（ホルバチェフスキの英語でのあだ名）は第43戦闘機中隊の指揮を明け渡し、イギリスに向かった。
ホルバチェフスキは1944年2月16日、スタニスワフ・スカルスキ率いるポーランド第133航空団 (133 Polish Fighter Wing) の第315戦闘機中隊長となり、最新のP-51マスタングMk.IIIに乗った。6月12日には1機のFw190を撃墜した。6月30日には1機のBf109を撃墜、さらに1機を共同撃墜(0.5機と数えられる)した。その日はさらに4発のV1飛行爆弾を撃ち落とした。不運なことにジュベックは折り合いの悪かったヤン・ズムバッハの配下に再びなってしまった。ポーランド第133航空団司令がスカルスキからズムバッハに交代したのである。だがこの直後ジュベックはズムバッハの撃墜記録を抜き去った。
1944年8月18日、ホルバチェフスキは「ロデオ」と呼ばれた特命飛行作戦を受け配下のポーランド人パイロットが操縦する12機を率いてフランスへ飛んだ。その日彼はインフルエンザで高熱を出し体調が非常に悪かったが、無理を押しての出撃だった。第315戦闘機中隊の13機はボーヴェの飛行場上空でドイツ空軍の第26戦闘航空団 (JG26) のFw190戦闘機60機の編隊に立ち向かった。第315戦闘機中隊は16機のFw190を撃墜する戦果を挙げた。ジュベック自身も3機のFw190を撃墜したが、イギリスへ戻る途中に行方不明となった。戦後1947年になってジュベックのマスタングはヴァレンヌ近くで残骸となって見つかった。遺体も残っていた。彼がなぜ墜落したのか真相は不明であるが、戦闘中に撃墜されたと推測される。この「ロデオ」作戦で第315戦闘機中隊の失ったのはたった1機だが、それがジュベックのマスタングであった。
1943年にホルバチェフスキが指揮した第43戦闘機中隊のあるイギリス人パイロットは、当時ホービー隊長が部下のイギリス人たちに語った言葉をよく覚えている。「僕たちポーランド人がこっちで用済みになったら、そのあとは君たちが来て僕たちの国のために戦ってほしい。僕の国は自由を得ることができないかもしれない」。ホルバチェフスキはスターリンと共産主義に支配された戦後ポーランドの長い悲劇をそのときすでに予期していたのだ。だがそれを最終的に確かめることなく亡くなった。
公式には、エウゲニウシュ・ホルバチェフスキはポーランド人エース・パイロットのうち3位となる撃墜記録を挙げている。彼の撃墜記録は単独16、共同1、不確実1（計17.5機）である。彼にはヴィルトゥティ・ミリターリ (en) 第四等および第五等や DSO (殊功勲章) をはじめとした種々の勲章が授与された。